# Brussel·les-Halle-Vilvoorde

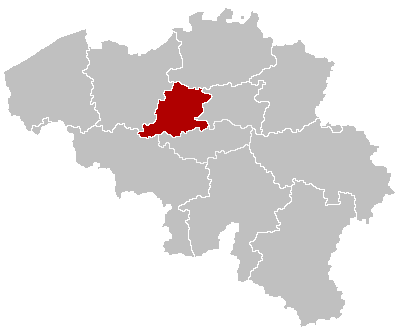
Situació del districte dins de Bèlgica

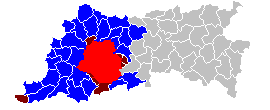
Situació del Districte de Brussel·les-Halle-Vilvoorde

Brussel·les-Halle-Vilvoorde (oficialment Bruxelles-Hal-Vilvorde en francès i Brussel-Halle-Vilvoorde en neerlandès), sovint abreujat BHV, és una circumscripció electoral de Bèlgica formada pels dinou municipis de la regió de Brussel·les-Capital i per trenta-cinc municipis flamencs situats al voltant de la capital belga. Aquesta circumscripció constitueix un cas únic dins el sistema electoral belga en ser l'única circumscripció situada a cavall de dues regions.
El territori d'aquesta circumscripció electoral, que és alhora un districte judicial, s'estén doncs per dues àrees lingüístiques ben diferenciades. Així, mentre els dinou municipis de la regió de Brussel·les-Capital són bilingües (tant el francès com el neerlandès hi són oficials), els trenta-cinc municipis restants es troben en una regió, la de Flandes, on l'única llengua oficial és el neerlandès. Ara bé, d'aquests municipis flamencs, sis tenen un estatut sui generis i presenten certes facilitats per als seus habitants francòfons; són el que es coneix en francès com a communes à facilités. En aquestes sis localitats situades al límit entre les regions de Flandes i Brussel·les-Capital el règim d'unilingüisme imperant a la resta de la regió flamenca es veu atenuat.

## L'especificitat d'aquesta circumscripció electoral
L'especificitat d'aquesta circumscripció rau doncs en el fet de comprendre territoris situats en regions diferents. Així mateix, aquesta és una de les dues úniques circumscripcions electorals el territori de les quals no coincideix amb el d'una província, des que l'any 2002 es va modificar el mapa electoral belga. En aquest any, el legislador belga va aprovar la llei de 13 de desembre de 2002 que modificava el Codi Electoral i en virtut de la qual se suprimien les circumscripcions electorals existents, basades en els districtes administratius. Aquests van ser substituïts per unes noves circumscripcions basades en la divisió provincial. Ara bé, l'esmentada llei establia una notable excepció a aquesta regla general, en mantenir dividida en dos una província, la del Brabant Flamenc. Així, la part occidental de la província, que formava fins llavors el districte de Halle-Vilvoorde, passava a constituir una única circumscripció amb la regió de Brussel·les-Capital, mentre que a la part oriental subsistia el districte de Lovaina. Com a conseqüència de l'existència d'aquesta circumscripció, els habitants francòfons del districte de Halle-Vilvoorde poden votar per candidatures francòfones, cosa que no ocorre en cap altra part de Flandes. Cal destacar però, que cap norma jurídica prohibeix a un partit flamenc presentar-se per una província de Valònia, i viceversa. Però, tot i ser legal, aquestes candidatures constitueixen avui dia una notable excepció a la Bèlgica actual.
Una altra característica que diferencia aquesta circumscripció de la resta és el fet que els seus diputats poden pertànyer a qualsevol dels dos grups lingüístics existents a la Cambra de Representants. Els 150 diputats d'aquesta cambra, a més de dividir-se en grups parlamentaris en funció del partit al qual pertanyen, es divideixen dos grups lingüístics, un de francòfon i un altre de neerlandòfon. Els diputats pertanyen a un dels dos grups en funció de la circumscripció per la qual són escollits. Els diputats escollits a les circumscripcions de Valònia són adscrits al grup francòfon i els escollits a Flandes al grup neerlandòfon. Atès que aquesta unitat electoral és bilingüe els parlamentaris que hi surten escollits són assignats a un grup lingüístic en funció de la llengua en què presten jurament. Aquesta divisió en grups lingüístics és rellevant quant a la votació de les anomenades «lleis especials», que a més d'una majoria de dos terços de la Cambra necessiten l'aprovació per majoria simple dins de cada grup lingüístic.

## Controvèrsia política al voltant d'aquesta circumscripció
L'existència d'aquesta circumscripció ha estat objecte de crítiques per part dels partits flamencs que consideren que atempta contra el monolingüisme de la regió de Flandes, alhora que constitueix una discriminació, en beneficiar els partits francòfons, que poden addicionar els vots obtinguts al districte de Halle-Vilvoorde als recollits a Brussel·les, mentre que els partits neerlandòfons no poden fer el mateix amb els vots que poguessin obtenir a la província del Brabant Való. Una de les principals opcions que aquests partits, així com les institucions flamenques, defensen és l'escissió en dos d'aquesta circumscripció electoral. D'una banda, el districte de Halle-Vilvoorde formaria una nova circumscripció, amb el districte de Lovaina, que abrasaria tota la província del Brabant Flamenc i que per la qual cosa respectaria el principi establert l'any 2002 segons el qual els districtes electorals han de coincidir amb el territori de les províncies. De l'altra, la regió bilingüe de Brussel·les-Capital constituiria la seva pròpia circumscripció, tot mantenint la divisió de les candidatures en dos col·legis electorals, un de francòfon i un altre de neerlandòfon, a l'hora de procedir al repartiment d'escons, per tal de garantir la representació de l'electorat de parla neerlandesa.
Aquesta proposta de modificació del sistema electoral vigent no ha estat ben rebuda pels partits polítics francòfons que fins avui dia s'hi han oposat rotundament si no és a canvi de contrapartides, com ara la unió dels municipis "amb facilitats" de la perifèria brussel·lesa a la regió de la capital. D'aquesta manera, aquests sis municipis flamencs passarien a trobar-se dins d'una regió oficialment bilingüe i els seus habitants podrien escollir a quina Comunitat pertànyer, si a la flamenca o a la francòfona, tal com ja poden fer actualment tots els habitants de la regió de Brussel·les-Capital.
Atesa la incapacitat per a arribar a un acord sobre aquesta qüestió Open Vlaamse Liberalen en Democraten (Open VLD) va abandonar el govern de Yves Leterme i finalment el 22 d'abril de 2010 Leterme va presentar la dimissió al rei Albert II de Bèlgica per la incapacitat d'arribar a un acord per la formació de govern i el dia 26 d'abril foren convocades eleccions anticipades per al 13 de juny de 2010.

## Reforma constitucional
L'11 d'octubre de 2011 es va presentar un acord entre els partits flamencs Christen-Democratisch en Vlaams (CD&V), Open VLD, Socialistische Partij Anders (sp.a), Groen! i els francòfons Parti Socialiste (PS), Mouvement Réformateur (MR), Centre Demòcrata Humanista (CDH) i Ecolo per a una sisena reforma institucional en la que el districte electoral i judicial de Brussel·les-Halle-Vilvoorde es dividiria, es transferirien competències federals a les comunitats i regions com economia, ocupació i política familiar, i el Senat belga ja no seria elegit directament, sinó que es convertirà en una assemblea de parlaments regionals, amb menys membres.
En juliol de 2012 el districte electoral de Brussel·les-Halle-Vilvoorde es va dividir en un districte electoral per al Brabant Flamenc i un per a Brussel·les-Capital de 19 municipis.

## Municipis

Municipis del districte

La circumscripció de Brussel·les-Halle-Vilvoorde està formada pels següents municipis:
Brussel·les-CapitalAnderlecht, Auderghem / Oudergem, Berchem-Sainte-Agathe / Sint-Agatha-Berchem, Brussel·les, Etterbeek, Evere, Forest / Vorst, Ganshoren, Ixelles / Elsene, Jette, Koekelberg, Molenbeek-Saint-Jean / Sint-Jans-Molenbeek, Saint-Gilles / Sint-Gillis, Saint-Josse-ten-Noode / Sint-Joost-ten-Node, Schaerbeek / Schaarbeek, Uccle / Ukkel, Watermael-Boitsfort / Watermaal-Bosvoorde, Woluwe-Saint-Lambert / Sint-Lambrechts-Woluwe i Woluwe-Saint-Pierre / Sint-Pieters-Woluwe.
FlandesAffligem, Asse, Beersel, Bever, Dilbeek, Drogenbos, Galmaarden, Gooik, Grimbergen, Halle, Herne, Hoeilaart, Kampenhout, Kapelle-op-den-Bos, Kraainem, Lennik, Liedekerke, Linkebeek, Londerzeel, Machelen, Meise, Merchtem, Opwijk, Overijse, Pepingen, Roosdaal, Sint-Genesius-Rode, Sint-Pieters-Leeuw, Steenokkerzeel, Ternat, Vilvoorde, Wemmel, Wezembeek-Oppem, Zaventem i Zemst.